# Rhyacophila sibirica
Rhyacophila sibirica là một loài Trichoptera trong họ Rhyacophilidae. Chúng phân bố ở miền Cổ bắc.